# Are We There Yet?
Are We There Yet? är en komedi från 2005, regisserad av Brian Levant. Filmen är inspelad i Campbell River, Portland, Vancouver samt på Portland International Airport.
Den hade världspremiär i USA och Kanada den 21 januari 2005 och svensk premiär den 15 april samma år, filmen är barntillåten. 

## Handling
När Nick blir kär i singelmamman Suzanne, behöver han inte oroa sig för hennes barn eftersom hon vill att de bara skall vara vänner. De fortsätter att umgås trots att hans vänner säger att det inte är någon bra idé. När hon sedan är upptagen och inte har någon som kan skjutsa barnen till Vancouver på nyårsafton tar han chansen. Det kan vara det bästa sättet att vinna hennes hjärta, men det visar sig vara hans livs misstag. Han påbörjar en resa han aldrig kommer att glömma.

## Rollista (urval)
- Ice Cube - Nick Persons
- Nia Long - Suzanne Kingston
- Aleisha Allen - Lindsey Kingston
- Philip Bolden - Kevin Kingston
- Jay Mohr - Marty
- Tracy Morgan - Rösten för Satchel Paige
- M.C. Gainey - Big Al
- C. Ernst Harth - Ernst
- Nichelle Nichols - Miss Mable
- Henry Simmons - Carl
- Ray Galletti - bilhandlare
- Viv Leacock - Nicks kompis på gatan
- Casey Dubois - snattare
- J.B. McEown - snattare

## Musik i filmen
- I Wanna Be Your Lover, skriven och framförd av Prince
- Here It Comes, skriven av Ali Dee Theodore och Vincent Alfieri, framförd av AD
- Ride wit Me, skriven av Eldra DeBarge, Randy DeBarge, Jason Epperson, Cornell Haynes, Etterlene Jordan och Lavell Webb, framförd av Nelly featuring City Spud
- Get Ready, skriven av William Robinson, Jr., framförd av The Temptations
- The Hampster Dance Song, skriven av Robert DeBoer, Anthony Grace och Roger Miller, skriven av Hampton the Hampster
- What Up Gangsta, skriven av Curtis James Jackson och Robert F. Tewlow, framförd av 50 Cent
- Time's Up, skriven av Jason Phillips, Nathanial D. Hale och Scott Storch, framförd av Jadakiss featuring Nate Dogg
- Theme from Shaft, skriven av Isaac Hayes
- Respect, skriven av Otis Redding
- Telephone Blues, skriven av Bruce Garnitz, framförd av Bruce Garnitz och Steve Donovan
- Winter Wonderland, skriven av Felix Bernard och Dick Smith
- Just a Gigolo, skriven av Julius Brammer, Irving Caesar och Leonello Cascucci